# Gilbert, Minnesota
Gilbert là một thành phố thuộc quận St. Louis, tiểu bang Minnesota, Hoa Kỳ. Năm 2010, dân số của thành phố này là 1799 người.

## Dân số
- Dân số năm 2000: 1847 người.
- Dân số năm 2010: 1799 người.